# Racconti di Odessa
I Racconti di Odessa (in russo Одесские рассказы), conosciuti in italiano anche col titolo di Storie di Odessa o Odessa, sono un ciclo di sei racconti, scritti da Isaak Ėmmanuilovič Babel' tra il 1923 e il 1932, nei quali prendono vita le gesta dei banditi che hanno popolato, nel primo ventennio del Novecento, i sobborghi di Odessa, e in particolare il quartiere ebraico della Moldavanka. La prima edizione della raccolta venne pubblicata nel 1931.

## Benja Krik
(Ljubka il Cosacco)
Il primo nucleo si potrebbe sottotitolare "le gesta del Re" e comprende quattro racconti: Il Re (1923), Gente di Odessa (1924), Il padre (1924), Ljubka il Cosacco (1924).
Si tratta di quattro brevi storie che, oltre a fotografare la malavita di Odessa in seno alla quale sorge e si impone la figura del giovane e ambizioso Benja Krik, si occupano di descrivere una serie di figure che traggono vantaggio dal sordido ambiente di affari che vanno dal contrabbando delle merci in arrivo al porto all'estorsione praticata ai danni di allevatori e coltivatori.
Il primo racconto, Il Re, narra delle ricche nozze della ormai quarantenne e non più appetibile sorella di Benja, Dvojra, il cui sposo viene comprato con il denaro di famiglia. La festa coinvolge l'intero quartiere e, nonostante il tentativo del commissario di polizia di fare una retata, tutto fila liscio. Benja, infatti, informato del pericolo dà ordine ai suoi uomini di incendiare la caserma.
Gente di Odessa racconta attraverso uno dei narratori di questo violento epos, il becchino Reb Are-Lejb, di come Benja fu soprannominato il Re il giorno dei funerali di Josif, figlio della pollivendola di piazza Seredinskaja, ucciso durante una rapina, e del balordo Savka Bucis, responsabile dell'assassinio.
Il padre è il ritratto del vecchio guercio e massiccio capo banda di Odessa, Froim Grač che, non riuscendo a maritare la giovane figlia Baska con Kaplun, uno dei facoltosi droghieri della città, decide per vendetta di allearsi col giovane Benja per estorcere loro denaro e mandare in rovina i loro traffici, in particolare quelli di Kaplun.
Ljubka il Cosacco è incentrato sulla figura dell'ostessa Ljubka, detta il Cosacco per la sua personalità forte e rude. La donna è in affari con il capo macchinista del Plutarco, una delle navi che riforniscono la sua locanda di merci di contrabbando. Ljubka ha un bambino ancora lattante, il piccolo Davidka, che soffre le assenze della madre e la sua mancanza di latte. L'astuto ebreo Cudečkis, che ruota attorno alle attività di Ljubka per i propri affari, trova il modo di svezzarlo e Ljubka, per ricompensa, lo fa amministratore della locanda.

## Tramontoe l'epopea di Froim Grač
(Froim Grač)
Tramonto e Froim Grač possono essere considerati una sorta di appendice dei Racconti di Odessa, completandone il ciclo. Costituiscono la premessa che porta all'ascesa del Re-Benja, raccontando la fine dei due vecchi capi della Moldavanka.
Tramonto, la cui data di stesura non ci è pervenuta, descrive le imprese e la disonestà di Mendel Krik, padre di Benja, Levka e Dvojra. Il vecchio Mendel, a causa del suo egoismo e delle sue truffe, precipita nella rovina l'impresa di famiglia, dedita al trasporto delle merci coi carri. Il figlio Benja aspetta cinicamente il progressivo eclissarsi del padre a causa dell'avanzare dell'età e, con questa, della sua debolezza ed emarginazione tra la gente della Moldavjanka.
Il tempo cammina, dice Benja, che impone a tutti di ascoltarlo, e alla fine ci riesce anche col padre, costringendolo a farsi da parte, perché bisogna finirla con questo interminabile ergastolo, bisogna far sì che il sabato sia sabato davvero….
In Froim Grač (scritto verso la fine degli anni Venti, ma rimasto inedito durante la vita di Babel) l'irruzione della burocrazia sovietica, incarnata dal giovane presidente della Čeka, la polizia politica segreta creata nel 1917 e sciolta nel 1922 per essere sostituita dalla Ghepeu, determina la fine dell'epopea incarnata dal bandito Froim, considerato la memoria vivente di Odessa. L'assassinio del vecchio Froim, il corpo del quale giace nel cortile della caserma, lungo disteso e coperto da un lenzuolo di tela incatramata, ai piedi di un muro su cui si avviticchiava l'edera, rappresenta la morte della avventure brutali e straordinarie dei vecchi sobborghi della città.

## Stile
Il ciclo di Odessa si caratterizza per la continua ricerca dell'iperbole, tutto tende all'esagerazione e approda a un'atmosfera favolosa. I personaggi, nel migliore rispetto della tradizione epica, si distinguono talora per un solo gesto, nel quale vivono completamente, e che contribuisce a definirne la loro qualità spropositata e sovrumana.
Lo stile risulta particolarmente espressivo. Gli accostamenti e le analogie, che sovente sfiorano il paradosso, sono funzionali a rilevare l'oggetto considerato o a metterne in evidenza una singola particolarità.
Nel racconto Il mio primo onorario (1922-1928), che richiama le impressioni di viaggio del giovane Babel' a Tbilisi, si trovano elementi che riaffiorano nelle atmosfere delle vie di Odessa: viaggiatori, facoltosi avventori vestiti di azzurri cappotti alla circassa e morbidi stivali, aria calda e sensuale della notte, il gorgoglio misterioso della corrente del Kura, su cui navigano i vapori della primavera di Tbilisi.
Qui si trova anche un'affermazione che si può considerare la sintesi teorica del concetto di creatività in Babel' e che ritroviamo a ispirare quella che verrebbe da chiamare la poetica di Odessa: È perfettamente inutile sforzarsi di rendere simile alla vita una storia bene immaginata, giacché la vita s'ingegna in ogni modo di assomigliare a una storia bene immaginata.

## Altre storie
Altri racconti su Odessa ma collocabili nel ciclo dei Racconti di infanzia sono:
- Storia della mia colombaia, p. 280 (1925), dedicato a Maksim Gor'kij che scoprì e coltivò il talento di Babel'.
- Primo amore, p. 289 (1925)
- Nello scantinato, p. 296 (1930), edito anche singolarmente nel volumetto pubblicato da Via del Vento edizioni, 2006.
- Risveglio, p. 304 (1930)
- Karl-Jankel, p. 311 (anno sconosciuto)
- La fine dell'ospizio, p. 319 (1920-1929)

I riferimenti alle date e alle pagine sono tratti dall'edizione Einaudi citata per la compilazione di questa voce.

## Edizioni italiane
- Le Storie di Odessa, traduzione di Sergio Alexejev, Roma, Astrolabio, 1946.
- I racconti. «L'armata a cavallo», «I racconti di Odessa» e tutti i racconti sparsi, a cura di Gianlorenzo Pacini, traduzioni di Franco Lucentini, G. Pacini e Renato Poggioli, Collana I Millenni, Torino, Einaudi, 1958.
  -  L'Armata a cavallo e altri racconti, a cura di Gianlorenzo Pacini, Torino, Einaudi, 1969.
  -  Racconti di Odessa, traduzione di Franco Lucentini, Collana Scrittori tradotti da scrittori n.25, Torino, Einaudi, 1988.
- Racconti di Odessa. Il tramonto, traduzione di Pietro Zveteremich, Roma, Editori Riuniti, 1958.
- Tutti i racconti, traduzione di Gianlorenzo Pacini, a cura di Adriano Dell'Asta, Collana I Meridiani, Milano, Mondadori, 2006, ISBN 978-88-045-4923-9.
- Racconti di Odessa, trad. e cura di Bruno Osimo, Voland, 2012, ISBN 978-88-624-3124-8.
- Racconti di Odessa, a cura di Rossana Platone, Collana Classici moderni, Milano, BUR, 2012.